# Grande-Grèce

Carte des colonies et dialectes parlés en Grande-Grèce.

Grande-Grèce ou Grande Grèce (en grec ancien : ἡ Mεγάλη Ἑλλάς / hê megálê Hellás, en latin Magna Græcia) est le nom que les Grecs de l'Antiquité utilisaient pour désigner les côtes méridionales de la péninsule italienne (Campanie, Calabre, Basilicate, Pouilles, Sicile). Certaines colonies grecques dans d'autres régions italiennes n'ont jamais fait partie de la Grande Grèce.

## Histoire

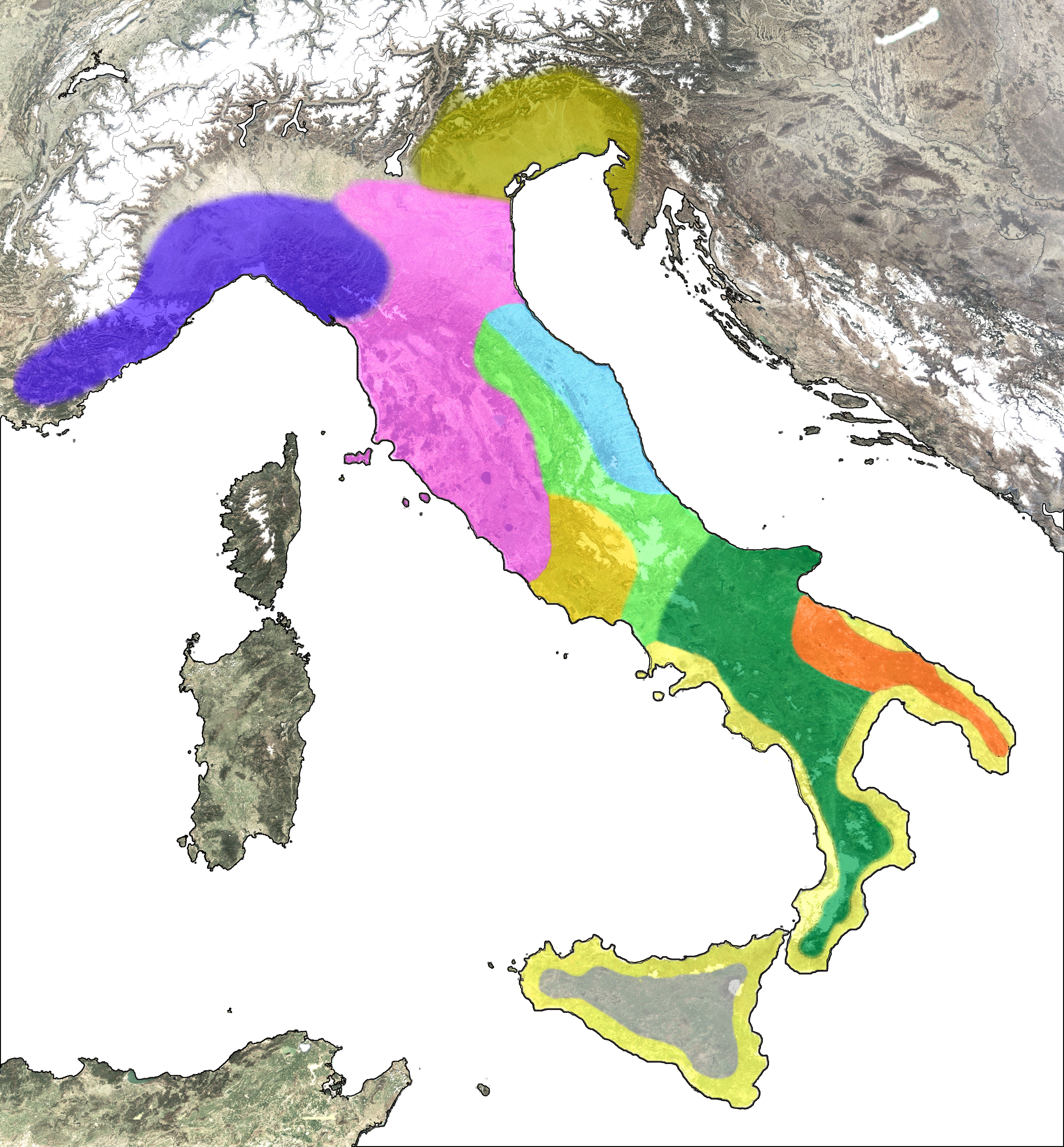
Les peuples dans la péninsule italienne au début de l'âge du fer :
Ligures.
Vénètes.
Étrusques.
Picéniens.
Ombriens.
Latins.
Osques.
Messapes.
Grecs.
Sicules.

Aux VIIIe et VIIe siècle av. J.-C., la phase climatique dite « mésogéenne III », globalement chaude mais avec une pluviosité accrue y compris estivale, permet une importante augmentation de la population en Grèce, d'où une crise sociale et politique au sein de l'Hellade. Dans ce contexte, de nombreux émigrants partent fonder de nouvelles cités autour de la mer Méditerranée et du Pont Euxin. Le sud de l'Italie et la Sicile, de par leur proximité et leurs richesses agricoles, sont d'importants sites d'installation. Les nouvelles cités sont qualifiées de « colonies » par les historiens. Le mouvement vers l'occident, essentiellement une colonisation interstitielle, sur les côtes septentrionales de la Méditerranée, intéresse d'abord les pionniers eubéens de Chalcis (-770 à-740), puis les Corinthiens, les Mégariens, enfin les Rhodiens et les cités ioniennes, sans oublier les Crétois. Cette migration humaine est à l'origine de la Grande-Hellade. Il s'agit d'abord, au sens flou, d'un semis de cités filles d'outre-mer, contrôlant les voies de passage cruciales entre elles, en bref un vaste espace maritime faisant la grandeur de la Grèce, pourtant plurielle mais imaginée en entité métropole. Le concept géographique de Grande-Grèce expliqué en introduction, limité à l'extrémité de la botte italienne, appartient à l'Antiquité tardive ou peut-être à la reconquête romaine par Justinien Ier.
Les nouvelles cités ne dépendent de la cité-mère que lors de leur établissement. Les échanges commerciaux et diplomatiques entre la cité-mère et la colonie se faisaient ainsi d'égal à égal et il n'était pas rare que la nouvelle cité dépassât en richesse la cité-mère. Cependant une réelle fraternité unissait la colonie et sa cité-mère et qui se traduisait par exemple par une même divinité tutélaire et par une entraide militaire en cas d'attaque de l'une ou de l'autre. C'est le cas lors de la guerre du Péloponnèse quand Corinthe envoya des troupes et des navires à Syracuse assiégée par les Athéniens. Il est toutefois à noter que lorsque la colonisation procédait d'une sécession ou d'un exil d'une partie du corps social, ce genre de liens n'existait pas.

## Dates importantes

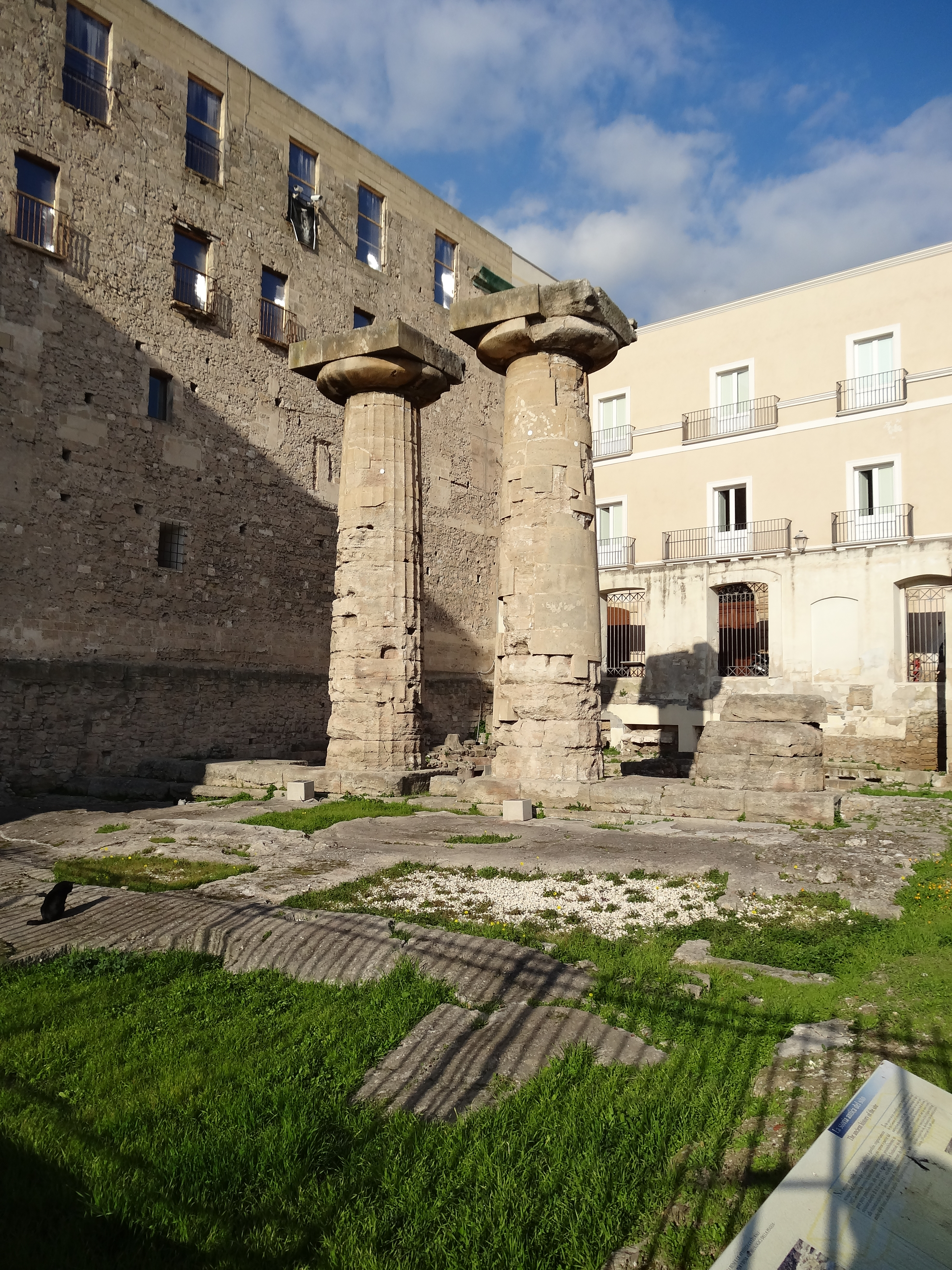
Colonnes doriques du temple de Tarente.

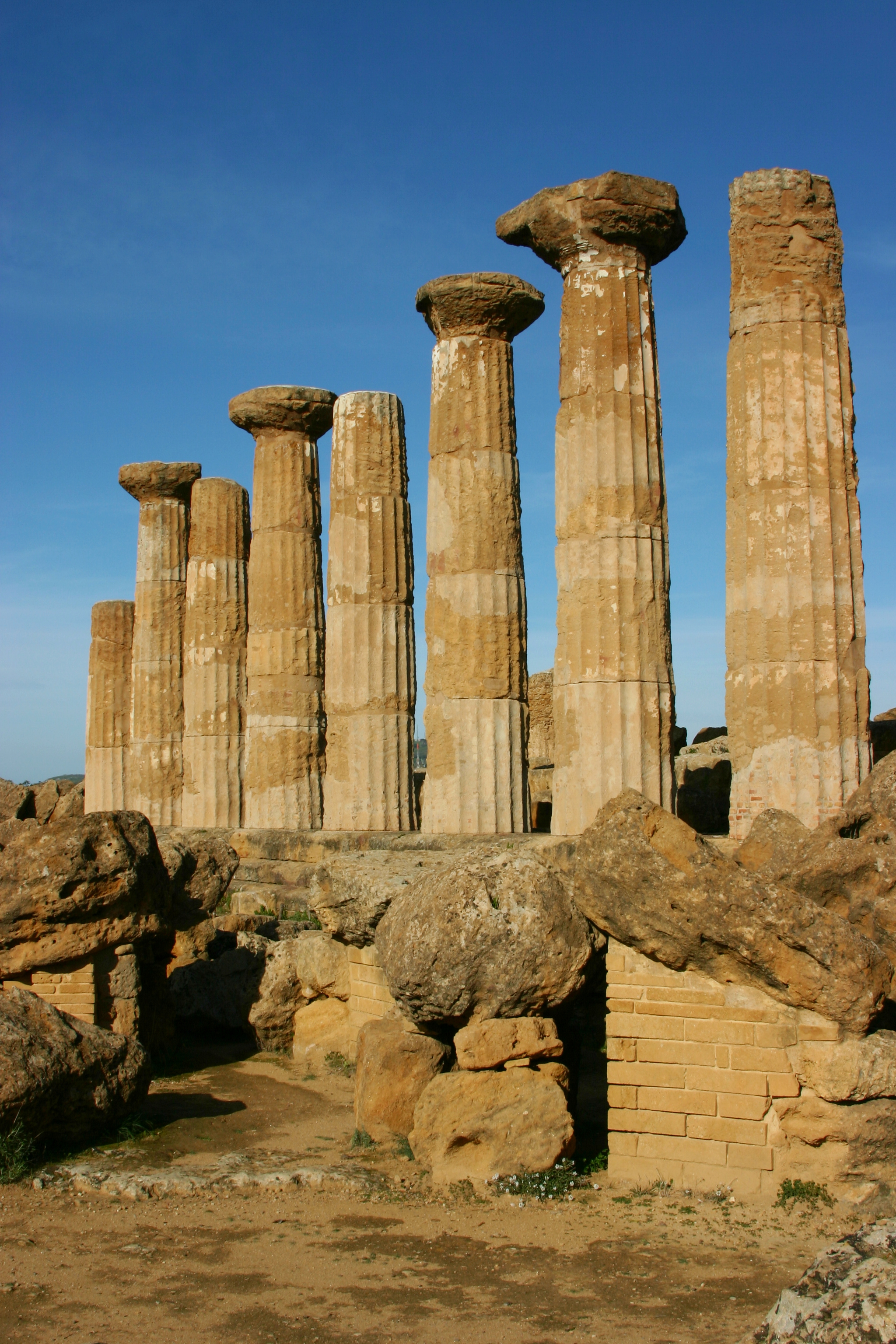
Temple d'Héraclès à Agrigente (Akragas).

- 770 av. J.-C. : La première colonie historique de la Magna Græcia est Pithécusses (actuelle île d'Ischia) fondée au VIIIe siècle av. J.-C. par des colons venus de Chalcis et d'Érétrie en Eubée. En réalité, l'établissement insulaire de Pithécusses ne constitue qu'un établissement à caractère commercial où les Grecs côtoient d'autres peuples en particulier des marchands phéniciens. À la suite d'un tremblement de terre les Grecs se déplacent à Cumes, en face sur la terre ferme, et fondée vers 750-740 av. J.-C. ; elle est parfois qualifiée de plus ancienne colonie grecque d'Occident.
- 510 av. J.-C. : Sybaris est défaite par Crotone dont les troupes sont commandées par le célèbre athlète Milon de Crotone. La cité de Sybaris est détruite et sa population condamnée à l'exil.
- 480 av. J.-C. : Gélon, tyran de Syracuse, défait les troupes de Carthage à Himère, dans le nord de la Sicile.
- 474 av. J.-C. : La flotte menée par Hiéron Ier, tyran de Syracuse, porte assistance à Cumes menacée par les Étrusques. Cette victoire marque l'arrêt de l'extension étrusque en Campanie.
- 444-443 av. J.-C. : fondation de Thourioï. Une expédition athénienne officiellement panhellénique car composée de grecs originaires des îles de la mer Égée fonde la cité de Thourioi. En réalité, les cités de la mer Égée font partie de la ligue de Délos, ligue militaire sous la domination d'Athènes. La ville de Thourioi abritera des personnalités importantes telles que Hérodote, Hippodamos de Milet et Lysias.
- 415-413 av. J.-C. : Expédition de Sicile. À l'issue d'une harangue belliqueuse d'Alcibiade devant le démos, l'envoi d'une importante flotte contre Syracuse est décidée. La guerre du Péloponnèse fait rage et la Sicile, riche en céréales et en chevaux, doit servir de base arrière à la poursuite de la guerre en Grèce. Les Athéniens, menés par Nicias, Alcibiade et Lamachos, débarquent dans les environs de Syracuse et mettent le siège devant la ville. De nombreux problèmes se posent alors à l'immense armée athénienne : une flotte soumise à rude épreuve (débarquements et rembarquements se succèdent et les trières grecques souffrent d'un manque d'étanchéité), la recherche de vivres, le harcèlement des armées syracusaines et spartiates arrivées en renfort. Les hésitations des généraux (Nicias principalement plus diplomate que grand général) permettent à Syracuse de se fortifier. Deux grandes batailles, l'une terrestre sur le plateau des Épiboles et l'autre navale dans le port de Syracuse tournent au profit des défenseurs. Démoralisés, les Athéniens sont finalement capturés. La plupart des prisonniers athéniens périrent de soif et de faim dans les Latomies, immenses carrières de calcaire. Finalement, on estime à 12 000 le nombre de morts athéniens.
- 282-272 av. J.-C. : Les cités grecques d'Italie entrent dans l'alliance de Rome, Tarente est conquise par les Romains malgré l'intervention de Pyrrhus (guerre de Pyrrhus en Italie).
- 264-241 av. J.-C. : première guerre punique, Rome prend le contrôle de la Sicile, sauf Syracuse, qui devient alliée de Rome.
- 215-209 av. J.-C. : au cours de la deuxième guerre punique, Syracuse puis Tarente prennent parti pour Carthage. Elles sont prises par les Romains en 211 après un siège de trois ans. Ceci met fin à l'indépendance des cités de la Grande Grèce.

## Fondation d'une nouvellepolis

### Préparatifs de l'expédition
Dans les faits, un chef des colons (l’oikistès) qui constitue le « fondateur » de la nouvelle ville est désigné. Il provient de la cité-mère et commande l'expédition chargée de repérer le lieu le plus favorable à l'installation de la colonie. L’oikistès consulte éventuellement (mais pas systématiquement) l'oracle de Delphes avant le départ. Il s'agit d'un acte rituel visant à obtenir l'aval des dieux. Contrairement à ce qu'on a souvent écrit à tort, ce n'est pas la Pythie qui indique à l'oïkiste où il doit partir par une prophétie.

### Recherche d'une position géographique favorable
En réalité, la présence d'une baie abritée, d'une colline susceptible d'accueillir une acropole et un arrière-pays fertile sont des critères déterminants pour l'avenir de la cité. Syracuse a ainsi été fondée sur une presqu'île aisément défendable, avec une baie qui constituait un bon port d'attache. La cité bénéficiait également d'un arrière-pays fertile. La fondation de Tarente s'est faite au seul endroit où un port pouvait être implanté alors que l'oracle avait prédit un emplacement plus au sud (Satyrion).

### Coexistence avec les peuples non-grecs
L'expression « colonisation interstitielle » signifie que la fondation d'une nouvelle cité se fait entre les populations autochtones non-grecques (parfois en profitant de leurs différends et à leurs dépens : Tarente a ainsi fait face à l'hostilité des Iapyges lors de son installation, ainsi que l'avait prédit l'oracle de Delphes). Les autochtones étaient connus des Grecs à travers les contacts pré-coloniaux : par exemple, des marchands de Phocée ou d'Eubée entretenaient des contacts amicaux avec des « barbares » ou bien avec des phéniciens. D'où la présence de comptoirs commerciaux à Pithécusses (actuelle Ischia) où des Eubéens travaillaient les métaux et semblent avoir approvisionné en produits grecs les peuples étrusques.

### Organisation de la cité selon un plan d'urbanisme rationnel
La nouvelle cité est organisée suivant un plan d'urbanisme reflet du souci d'organisation grec. Cette science de la ville organise lieux d'habitations, rues et réseaux d'eau (citerne, canalisations, égouts). Des lots de propriétés (les klèroi) sont également définis ; lorsque les colonies étaient fondées par des colons émigrants par manque de terre dans leur patrie, la répartition, au contraire de celles des cités-mères en général, se faisait de façon égalitaire et géométrique, se rapprochant du plan romain du cardo et du decumanus.
La cité est organisée suivant trois espaces : le privé, le sacré et la chôra, territoire hors des murs contrôlé par la cité. Suivant l'origine ethnique des grecs qui fondent la colonie, il existe des différences notables dans l'aménagement de la cité et de son territoire.
Exemple de Métaponte : un espace public (agora et ekklesiasterion) et sacré (consacré à Apollon) placé au centre de la cité et couvrant 6 ha. Les nécropoles sont placées à l'extérieur de la cité et l'ensemble de la chôra est divisé en exploitations agricoles.
Exemple de Megara Hyblaea : un plan en cadastres est fixé à l'avance. La cité est bâtie suivant une artère nord-sud et deux artères est-ouest.

### Dates de fondation des principales cités de Grande Grèce (av. J.-C.)
1. Italie méridionale : Cumes (750-740), Rhêgion (730), Sybaris (720 ou 709-708), Crotone (708), Tarente (714 ou 706), Locri Epizefiri (730, 710 ou 673), Métaponte (650-640), Poseidonia (600), Élée/Vélia (540-535).
2. Sicile : Naxos (734), Zancle (740), Catane (729), Leontinoi (728), Syracuse (734-733 Thucydide ou 750 d'après l'archéologie), Megara Hyblaea (750), Gela (700-688), Agrigente (580).

## Guerres entre cités

### Ligue achéenne constituée de Crotone, Métaponte et Sybaris, et la destruction de Siris
Siris était une cité ionienne située au centre du golfe de Tarente. La cité de Métaponte fondée par Sybaris devait contenir la politique expansionniste de Tarente. En réalité, la présence d'une colonie non achéenne en pleine sphère d'influence de Sybaris ainsi que le renforcement de la population de Siris par des exilés d'Ionie nuisaient aux intérêts de Sybaris. Une coalition achéenne regroupant Crotone, Métaponte et Sybaris est constituée et rase la cité de Siris à l'issue d'une bataille située entre 570 et 540.

### Bataille de la Sagra
Locres fut accusée par Crotone d'avoir soutenu Siris. Locres vainquit les troupes de Crotone à la bataille de la Sagra au début du VIe siècle av. J.-C.

### Destruction de Sybaris
Au cours du VIe siècle av. J.-C., Sybaris est à son apogée. Strabon parle d'une armée de 300 000 hommes et de remparts de 50 stades. Cependant, c'est lors de la colonie secondaire de Poseidonia par Sybaris que transparaît la puissance de la cité. Lors de la fondation de Poseidonia, une convention appelé traité d'Olympie est passée entre le peuple italique autochtone et une fédération de cités sous la direction de Sybaris. Le traité stipule ainsi que 25 cités sont placées sous la direction de Sybaris. D'autre part, l'opulence de la cité est devenue proverbiale au point que certains qualifient la vie à Sybaris comme une vie décadente (tryphè).
À la suite de sa défaite de la Sagra et à l'arrivée de Pythagore, la communauté de Crotone s'est ressoudée. Dans le même temps, Sybaris subit une crise politique à l'issue de laquelle une partie de l'aristocratie est bannie et trouve refuge à Crotone. Sybaris lance alors une sorte d'ultimatum à Crotone et exige l'extradition des aristocrates transfuges. Pythagore exhorte la cité à ne pas céder. La guerre est donc déclarée entre les deux cités. La bataille a lieu au bord du Traente et malgré leur infériorité numérique, les crotoniates remportent la victoire. Sybis ne retrouvera plus sa splendeur d'antan.

## Arts et pensée
- Architecture : Les temples doriques d'Agrigente et de Poséidonia sont parmi les mieux conservés du monde grec. Ensemble, ils témoignent de la grandeur des réalisations de ces Grecs partis rechercher de meilleures conditions de vie.
- Sculpture : La déesse de Tarente. Elle témoigne de l'hellénisation des peuples indigènes par les colonies grecs en Italie du sud.
- Les Présocratiques : Parménide, Zénon d'Élée, Empédocle, Gorgias, Archimède, Ibicos, etc.
- Les Pythagoriciens : Pythagore, Archytas de Tarente, Aristoxène…

## Listes des cités

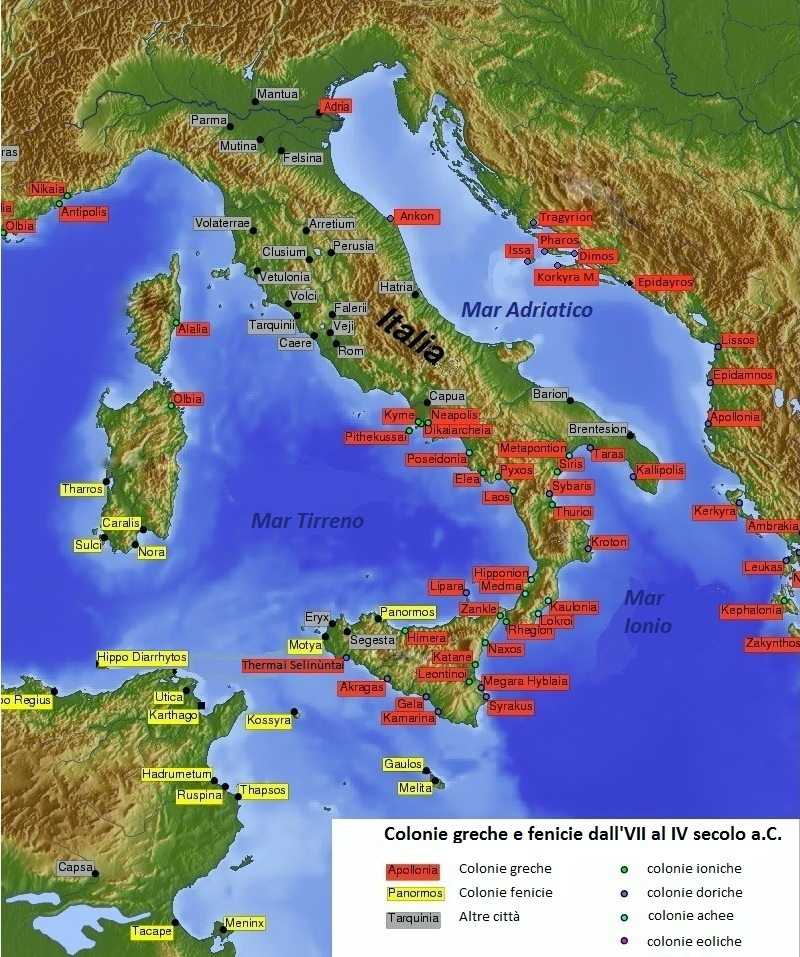
Les villes de la Grande Grèce et autres colonies grecques en Italie (en rouge).

Du nord au sud, les cités les plus importantes de Grande Grèce sont :
- Campanie :
  - Pithécusses (sur l'île d'Ischia),
  - Cumes (Kyme),
  - Dicéarchie (Pouzzoles),
  - Parthénopè (actuelle Naples),
  - Élée (Vélia),
  - Poséidonia (appelée Paestum par les Romains) ;
- Sud de la péninsule italienne (est-ouest) :
  - Gallipoli (Kallipolis),
  - Tarente (Taras),
  - Métaponte (Metapontion),
  - Siris,
  - Sybaris,
  - Thourioï,
  - Scolacium,
  - Crotone (Kroton),
  - Kaulon (actuel Caulonia et Monasterace),
  - Locri Epizefiri (actuel Locres),
  - Terina,
  - Rhêgion (actuel Reggio de Calabre).

### Colonies grecques enSicile
- Messine (Zankle, puis Messana),
- Himère (Hymera),
- Lipari (Lipara),
- Catane (Katane),
- Lentini (Leontinoi),
- Naxos,
- Syracuse (Syrakousai),
- Gela,
- Sélinonte,
- Agrigente (Akragas),
- Héracléa Minoa (à l'origine simplement nommée Minoa),
- Megara Hyblaea.

### Colonies grecques extérieures à la Grande Grèce
- Ancône (Ankòn),
- Adria (Adrìa).